# John Emery (bobversenyző)
John Emery (Montréal, Québec, 1932. január 4. – 2022. február 21.) olimpiai bajnok kanadai bobversenyző.

## Pályafutása
Az 1964-es innsbrucki téli olimpián férfi négyes bobban aranyérmes lett társaival az osztrák és olasz csapat előtt. Társai, testvére Vic Emery (1933–), Peter Kirby és Doug Anakin voltak.

## Sikerei, díjai
- Olimpiai játékok – férfi négyes
  - aranyérmes: 1964, Innsbruck